# George Meniuc
George Meniuc (în rusă Гео́ргий Никола́евич Меню́к, n. 20 mai 1918, Chișinău – d. 8 februarie 1987) a fost un director de revistă, eseist, poet, prozator, publicist și traducător din RSS Moldovenească.

## Biografie
Născut la Chișinău în 1918 într-o familie de origine proletară, George Meniuc a început a compune versuri in 1932, la vârsta de 14 ani, iar în 1934 a publicat prima poezie, La țară, în revista „Mihai Eminescu”.
A absolvit liceul „Mihai Eminescu” din Chișinău în 1937, după care și-a continuat studiile la Universitatea din București, Facultatea de Litere și Filozofie (1937-1940), unde i-a avut ca profesori pe Tudor Vianu, Petre P. Negulescu, Dimitrie Gusti, Mircea Florian ș.a. L-a avut coleg pe Ovidiu Bîrlea, cu care a și colaborat ulterior. După cum i-a relatat lui Bârlea într-o scrisoare din 1972, Meniuc a fost membru al Uniunii Tineretului Comunist și, în studenție, era fascinat de URSS, chiar intenționând să treacă ilegal Nistrul. Aderarea lui Meniuc la comunism este posibil să fie datorată și prieteniei sale cu activistul comunist Miron Constantinescu, care i-a fost coleg la facultate și care i-a fost prieten toată viața.
A început a compune versuri în 1932, la vârsta de 14 ani, iar în 1934 a publicat prima poezie „La țară”, în revista literară a Societății „Mihai Eminescu” din Chișinău. A mai publicat versuri pe paginele revistelor de liceu: „Licuricii”, „Armonia”, „Revista noastră” etc. Ulterior a publicat lucrări din creția sa în publicații de literatură și cultură generală: „Viața Basarabiei”, „Viața Românească”, „Itinerar”, „Cadran”, „Pagini Basarabene”. Dacă debutul literar al lui Meniuc s-a încadrat în Simbolism, operele sale interbelice ulterioare s-au încadrat în tradiționalismul românesc.
A debutat la București în anul 1939, cu placheta de versuri Interior cosmic, urmată în 1940 de volumul de eseuri Imaginea în artă. În 1940, după absolvirea facultății, George Meniuc s-a reîntors la Chișinău, fapt pe care avea să-l regrete ulterior. În timpul celui de-al Doilea Război Mondial a fost evacuat în Uzbekistan.
După al Doilea Război Mondial, regimul sovietic l-a constrâns la oportunism, deoarece a activat modest în publicistică și a scris poezie de inspirație folclorică și basme în versuri pentru copii, abandonând modernismul, considerat inacceptabil de autorități. În 1946, președintele Uniunii Scriitorilor din Moldova, Ion Canna cerea eliminarea lui Meniuc și a lui David Vetrov din literatura sovieto-moldovenească, pe motiv că "ar avea influențe burgheze". A fost membru al PCUS din 1953.
Timp de peste doi ani și jumătate, George Meniuc s-a aflat în funcția de redactor-șef a revistei „Nistru”, organ al Uniunii Scriitorilor, perioadă în care au apărut 33 de numere. Din această funcție, Meniuc susține publicarea de literatură românească, iar ulterior va fi criticat de Emilian Bucov ca fiind "decadent".
Abia în 1969 îi este reconsiderată poezia din anii 1937-1940 și aceasta este republicată în volumul Vremea Lerului. În 1972 i-a fost decernat Premiul de Stat al RSSM pentru literatură, iar în 1982 a obținut titlul de Scriitor al poporului din Moldova. Beneficiază de traduceri în rusă, armeană, franceză, spaniolă (realizate și difuzate în Moldova și URSS).
A fost înmormântat în Cimitirul Central din Chișinău.  A avut trei căsnicii, din care a rezultat o  singură fiică - Olga.

## Scrieri
Poezii
- 1948 - Cântecul zorilor
- 1954 - Poezii
- 1956 - Strofe lirice
- 1957 - Poeme
- 1958 - Versuri alese
- 1969 - Vremea Lerului
- 1979 - Florile dalbe
- 1983 - Toamna lui Orfeu

Nuvele
- Delfinul
- Scripca prietenului meu
- Întunecatul april
- Cei trei
- Umbre
- Povestea vorbei
- Amurg
- Nostimă și cu picățele
- Negură
- Ultimul vagon
- Caloian
- Ceasornicul vesel
- Sentimentul de recunoștintă
- Prichindel
- Micul Icar
- Vagonul
- Era noapte
- Amintiri
- Accidentul
- Mătăhală

Eseuri
- 1940 - Imaginea în artă
- 1959 - Iarba fiarelor
- 1966 - Cadran solar
- 1967 - Eseuri

Cărți pentru copii

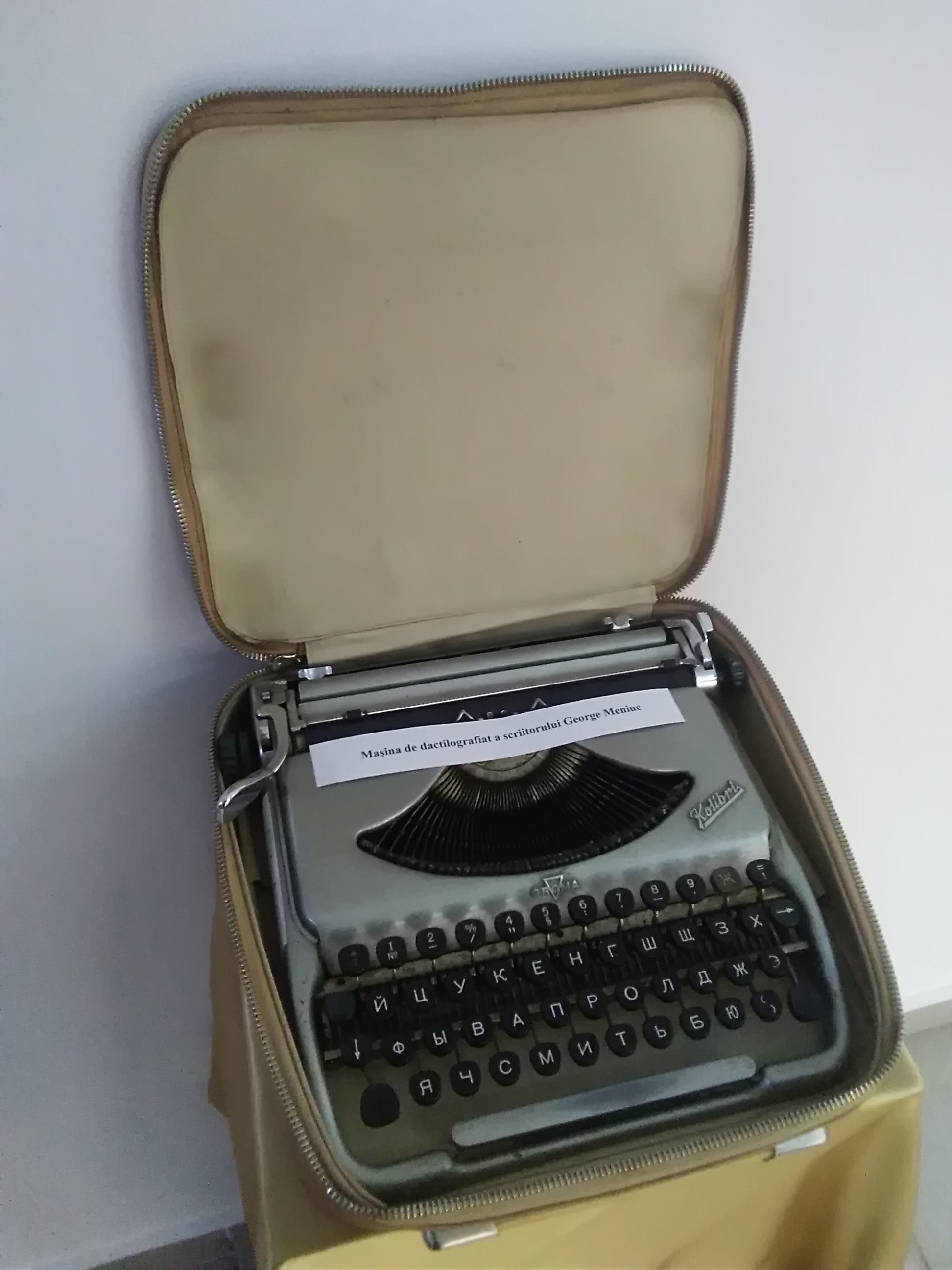
Mașina de scris a lui George Meniuc, expusă la Biblioteca Națională a Republicii Moldova

- Vulpea isteață, Editura Prut Internațional, Chișinău; ISBN 9975-69-354-7